# Голубев, Иван Корнеевич
Иван Корнеевич Голубев (1902, с. Каменское, Екатеринославский уезд, Екатеринославская губерния, Российская империя — 1977) — советский государственный деятель. Врид наркома местной промышленности Казахской ССР. Член ЦК КП(б)К.

## Биография
Иван Корнеевич Голубев родился в 1902 году в селе Каменское Екатеринославской губернии в семье рабочего. По национальности русский.

### Военная служба и ранняя карьера
В 1916—1920 годах чернорабочий, слесарь завода в г.Днепропетровск.
В 1920—1930 годах служил в Красной армии. В 1920—1921 годах слесарь-мотоциклист автомобильного парка на Кавказском фронте в г.Ростов-на-Дону, в 1921 году мотоциклист автомобильного управления 10-й армии в г.Владикавказ, в 1921—1924 годах курсант военно-броневой командной школы в г.Ленинград, в 1924—1929 годах командир автобронемашин, командир автомобильного бревзвода, помощник командира бронедивизиона 3-й автоброневой дивизии в городах Минск и Москва, в 1929—1930 годах помощник командира автобронедивизиона на станции Даурия КВЖД, помощник командира автобронедивизиона 1-го полка механизированной бригады в г. Москва.

### Трудовая деятельность
В 1930—1931 годах заместитель заведующего автотракторными курсами Центрального совета Автодора в г. Москва.
В 1931—1932 годах студент автотракторного института в Москве.
В 1932—1933 годах слушатель Военной академии механизации и моторизации РККА.
В 1933—1936 годах студент Московского автомеханического института, затем Московского механико-машиностроительного института им. Н. Э. Баумана.
В 1937—1938 годах инженер, начальник технического бюро, начальник цеха, заместитель начальника производства завода «Геодезия» в г. Москва.
В мае-июне 1938 года врио второго секретаря Алма-Атинского обкома КП(б)К.
С июня 1938 года заместитель заведующего промышленно-транспортным отделом ЦК КП(б)К.
С апреля 1939 по март 1940 года заместитель наркома, в марте — августе 1940 года врид наркома местной промышленности Казахской ССР. С августа 1940 по июнь 1941 года заместитель наркома местной промышленности Казахской ССР.
В 1941—1943 годах технический руководитель механической мастерской, врио главного механика, руководитель группы машиностроения Казнефтекомбината в г. Гурьев.
В 1943—1946 годах директор механического завода в г.Актюбинск.
В 1946—1952 годах заместитель секретаря, заведующий отделом промышленности, заместитель заведующего, заведующий отделом промышленности и транспорта Актюбинского обкома КП(б)К.
В 1952—1959 годах заведующий отделом промышленности, затем отделом промышленности и транспорта Акмолинского обкома КП Казахстана.
Член ЦК КП(б)К (1938—1948).

### Награды
За свою трудовую и военную деятельность Голубев был отмечен орденом «Знак Почета», а также медалями.